# Tibor Huszár
Tibor Huszár (* 16. června 1952, Reca – 11. září 2013, Modra) byl slovenský fotograf.

## Život a tvorba
Absolvoval katedru fotografie na pražské FAMU pod vedením profesora Jána Šmoka. Už před studiem i během něj fotografoval pro různé časopisy a média. Dokumentoval rovněž divadelní život – vyhrál Světové trienále divadelní fotografie v Novém Sadě roku 1983. Začátkem devadesátých let odešel do New Yorku, kde pracoval jako nezávislý fotograf a pedagog. Na sklonku života žil a pracoval na Slovensku. Vedl fotografický ateliér studentů Fakulty masmediální komunikace UCM v Trnavě. V roce 2011 mu byla diagnostikována rakovina tlustého střeva, které nakonec podlehl.

## Publikace (výběr)
- Cigáni (1993)
- Portréty (1995)
- Koloman Sokol (1998)
- Portréty (2000)